# Szentgyörgyi István-díj (EMKE)
A Szentgyörgyi István-díj az Erdélyi Magyar Közművelődési Egyesület 1992-ben alapított díja a romániai magyar műkedvelő színjátszás szervezői számára.

## A díj
A díjat a nemhivatásos színjátszó mozgalomban résztvevők, valamint a műkedvelő és diákszínjátszás szervezői kapták 1992 és 2010 között. 2011 óta az elismerést nem adták ki.
A díj névadója Szentgyörgyi István (1842–1931) színművész.

## Díjazottak[3]
- 2010: Molnár János
- 2009: Kubánda Olga
- 2008: Fazakas Mihály
- 2006: Bodea György
- 2005: Kováts László
- 2004: Elekes Botond
- 2003: László Károly
- 2002: Danaliszyn József
- 2001: Kalmár Lili
- 2000: Puskás György
- 1999: Simori Sándor
- 1998: Jancsó Árpád és Méhes Béla
- 1997: Nagy Attila
- 1996: Forrai Tibor, Szabó Szende és Musát Gyula
- 1995: Házy Bakó Eszter
- 1994: Márkos Ervin Sándor
- 1993: Nagy Gyula(wd)
- 1992: Bálint Ferenc(wd), Vitális Ferenc